# Felicita Guerrieri Gonzaga
Felicita Guerrieri Gonzaga (... – dopo 1626) è stata una nobildonna italiana.

## Biografia
Era figlia di Tullo Guerrieri Gonzaga (?-1592), primo marchese di Mombello e terzo conte di Conzano, maestro di camera del duca di Mantova Vincenzo I Gonzaga e di Giulia Brembati, e sorella di Alfonso Guerrieri Gonzaga, governatore di Casale Monferrato.
È passata alla storia per essere stata l'amante del duca Vincenzo, dal quale ebbe una figlia, Francesca (1590 ca-1657), che sposò Pirro Maria Gonzaga, del ramo cadetto dei Gonzaga di Vescovato. e Francesco (1603-1673), vescovo di Nola nel 1657.
La marchesa commissionò allo scultore di corte Gonzaga Alessandro Nani un altare in marmi policromi per la cappella di santa Felicita, nella chiesa di San Maurizio di Mantova su disegno di Antonio Maria Viani, prefetto delle Fabbriche Gonzaghesche.

## Discendenza
Felicita sposò Luigi Gonzaga (?-1590), della linea cadetta dei Gonzaga di Palazzolo, dal quale ebbe quattro figli:
- Cesare, uomo d'armi
- Luigi (?-1626), marchese di Palazzolo
- Francesca, forse figlia naturale di Vincenzo I Gonzaga
- Teodora, sposò Nicolò Guidi di Bagno, marchese di Montebello e conte di Bagno